# Ticket to Ride
Ticket to Ride è una canzone del gruppo musicale britannico Beatles del 1965, scritta per la maggior parte da John Lennon, poi variata da Paul McCartney con un riff. Nella lista delle 500 migliori canzoni secondo Rolling Stone si piazza alla 394ª posizione.

## Descrizione

### Composizione
Non è chiara l'origine della canzone: alcuni dicono che si riferisca alla riuscita di un esame di guida di Lennon, alcuni all'uscita dalla sua vita di una ragazza, altri ritengono sia stata ispirata dall'acquisto di un biglietto ferroviario per Ryde (vicino all'Isola di Wight), altri ancora che Ticket to Ride fosse come Lennon chiamasse il certificato delle prostitute amburghesi per poter lavorare. Altre teorie sono che l'ispirazione del brano è la canzone spiritual If I Got My Ticket, Can I Ride?, del quale anche Little Richard registrò una versione, che parla di stupefacenti o dell'abbandono della madre, o che semplicemente suonasse bene. Mentre Lennon ha affermato che il contributo principale di McCartney sia stata l'elaborazione della parte della batteria, il compagno dice di essere stato tre ore con John per comporre la canzone, ma che il risultato sia riuscito bene e che prepararono subito ogni aspetto della canzone.

### Registrazione e mixaggio
Il brano fu il primo ad essere registrato nel 1965, oltre che il primo a superare i 3 minuti di durata, rimanendo la canzone più lunga dei Beatles fino a You Won't See Me di Rubber Soul. Venne registrato in una sessione pomeridiana di tre ore del 15 febbraio, con una metodologia molto diversa dal solito: mentre prima registravano i brani quasi dal vivo e facevano qualche minima sovraincisione, in questo caso venne registrata prima la base ritmica in due nastri (del quale solo il secondo era completo, poiché il primo era una falsa partenza) e poi si andò avanti con gli strumenti. Sul multitraccia degli Abbey Road Studios, il primo nastro era costituito dalla base ritmica, il secondo aveva le chitarre ritmiche e la chitarra solista, qui suonata, per la prima volta, da Paul McCartney, il terzo la voce di John Lennon e l'ultimo il tamburello, altre chitarre, i cori ed i battimani. Le chitarre usate per la registrazione furono una semi-acustica Epiphone Casino per McCartney, una Fender Stratocaster per Lennon ed una Rickenbacker 360 a 12 corde per Harrison. Il mixaggio monofonico venne realizzato il 18 febbraio, mentre quello stereofonico il 23. Per entrambi venne utilizzato il secondo nastro (infatti non vennero contate come nastri le sovraincisioni). Il produttore delle sedute era George Martin ed il primo fonico Norman Smith, mentre come secondi fonici ci furono Ken Scott e Jerry Boys alla registrazione, solamente il primo al mixaggio mono e Malcolm Davies nel mixaggio stereo.

### Pubblicazione e accoglienza
Si trova nell'album Help! e viene eseguita anche nel film che porta lo stesso titolo dell'album. Pubblicata anche come singolo prima ancora dell'uscita dell'album, riscosse un buon successo in Inghilterra rimanendo prima in classifica per tre settimane, in Olanda per otto settimane, in Norvegia per quattro settimane, mentre negli Stati Uniti rimase invece al vertice della classifica solo per una settimana come in Canada, in Germania arrivò seconda ed in Austria ottava. 
La canzone fu accolta con enorme entusiasmo anche dai critici musicali dell'epoca che evidenziarono soprattutto l'evoluzione tecnica dei musicisti, la base ritmica senza dubbio all'avanguardia per quei tempi, la chitarra elettrica incisiva e penetrante e il lavoro alla batteria di Ringo Starr martellante ed esaustivo come mai in passato.
Proprio per queste caratteristiche, i Beatles erano particolarmente preoccupati per l'uscita del 45 giri e, per non deludere i fans "conservatori", misero come lato B Yes It Is, indicata da Lennon come una totale riscrittura di This Boy.
Dopo lo scioglimento dei Beatles, Lennon affermò che Ticket to Ride sia stata la prima canzone heavy metal in assoluto.
Il brano in seguito venne pubblicato su 1, su vinile su The Singles Box Set, 1962-1966, 20 Greatest Hits e The Number Ones. Inoltre, sull'album Anthology 2 è stata pubblicata una versione live, registrata all'ABC Theatre di Blackpool il 1º agosto 1965; oltre a Ticket to Ride, sono state incluse nel disco anche I Feel Fine, Yesterday ed Help!. Un'altra versione presa da un concerto è stata pubblicata sul disco The Beatles at the Hollywood Bowl; era stata registrata il 29 agosto 1965. Sul disco Live at the BBC è stata inclusa una versione del brano registrata poco dopo la pubblicazione del singolo, il 26 maggio, per il programma The Beatles Invite You to Take a Ticket to Ride, spettacolo conclusivo dopo 52 apparizioni televisive; questo nastro, prodotto da Keith Bateson, è stato trasmesso per la prima volta il 7 del mese successivo. Il brano è stato interpretato anche all'Ed Sullivan Show del 12 settembre dell'anno di pubblicazione e al concerto allo Shea Stadium del quindici del mese precedente.

### Cover
Nel 1967 la band di Rock psichedelico Vanilla Fudge registrò una cover di questa canzone. Una versione orchestrale è a stento udibile alla fine dell'album dei Pink Floyd The Dark Side of the Moon, molto probabilmente a causa del fatto che i pezzi di quest'album furono registrati su bobine precedentemente usate negli Abbey Road Studios.
Una sorprendente cover fu quella incisa dai Carpenters, nel 1969, che la trasformarono in una lenta ballata. La loro versione arrivò alla cinquantaquattresima posizione della classifica di Billboard.
Gli Stars on 45 cantarono l'inizio della canzone nel loro singolo Beatles Medley e nel singolo esteso dallo stesso titolo, entrambi del 1981.
Un'altra cover è stata incisa dagli Asylum Party nel 1990.
Un'ulteriore cover è quella dei Cover Brothers del 2013.

## Tracce
Singolo 7"
1. Ticket to Ride – 3:18 (Lennon-McCartney)
2. Yes It Is – 2:42 (Lennon-McCartney)

## Formazione
- John Lennon: voce raddoppiata, chitarra ritmica
- Paul McCartney: cori, basso elettrico
- George Harrison: chitarra solista
- Ringo Starr: batteria, tamburello, battimani[2][5]